# 康斯坦丁：恶魔之城
《康斯坦丁：恶魔之城》（英語：Constantine: City of Demons）是美国一部系列动画网剧，由执行制片格里格·伯兰蒂和大卫·高耶一同创作。本剧主角是基于DC漫画中的人物约翰·康斯坦汀而改编，他是一个恶魔猎手和神秘侦探。与其他DC动画所属的宇宙观不同，该动画系列不仅延续了绿箭宇宙的部分设定，同时还是DC动画电影宇宙的首部动画剧集。
《康斯坦丁：恶魔之城》于2018年3月24日在CW电视网旗下的流媒体平台CW Seed上发布，并在“神奇漫展2018”上首播。

## 剧情简介
约翰·康斯坦丁利用他作为恶魔猎手和黑魔法大师的技能保护地球免受来自超自然力量的威胁。

## 主要角色
- 约翰·康斯坦丁（配音：麦特·莱恩）——经验丰富的恶魔猎手和神秘学大师。[1]
- 查斯·钱德勒（英语：Chas Chandler (comics)）（配音：达米恩·奥哈尔（英语：Damian O'Hare））[2]
- 噩梦护士（Nightmare Nurse） / 治愈者亚萨（Asa the Healer）（配音：劳拉·贝利（英语：Laura Bailey (voice actress)））[2]
- 蕾妮·钱德勒（Renee Chandler）（配音：艾米丽·奥布莱恩（英语：Emily O'Brien））[2]

### 其他角色
- 播报员（配音：蕾切尔·金西（英语：Rachel Kimsey））
- 管家（配音：罗宾·阿特金·唐斯（英语：Robin Atkin Downes））[2]
- 贝鲁尔（Beroul）（配音：吉姆·梅斯基门（英语：Jim Meskimen））[2]

## 制作讯息
2017年1月，有消息指出麦特·莱恩将在《绿箭侠》第四季，以及一个有关约翰·康斯坦丁的短命真人电视剧和《黑暗正义联盟》之后在一部电视动画里再度饰演约翰·康斯坦丁。同时，CW电视网总裁马克·佩德维兹（Mark Pedowitz）表示，无论是在那个暂时尚未被取消的真人电视剧中的角色是否会出现在动画网剧中，还是动画网剧中的角色是否会跨越到真人电视剧中，他（麦特·莱恩）都是不可或缺的一部分。
《康斯坦丁：恶魔之城》由华纳兄弟动画公司和蓝丝带内容（Blue Ribbon Content）开发，格里格·伯兰蒂和大卫·高耶（“康斯坦丁”真人系列的创作者之一）担任执行制片，并由布奇·卢凯奇（Butch Lukic）出任制片人。同时本剧的编剧为J·M·德马泰，而导演为道格·墨菲（Doug Murphy）。华纳兄弟动画公司和蓝丝带内容公司的副总裁彼得·吉拉尔迪（Peter Girardi）表示，动画剧将比真人电视剧“更加黑暗”，更接近眩晕漫画出版的《地狱神探》系列。

## 发行情况
2018年3月24日，《康斯坦丁：恶魔之城》前五集的内容在CW Seed上首映，而这天刚好也是“神奇漫展2018”的开幕日。两天之后，编剧J·M·德马泰确认本动画剧计划再发行七集。

## 剧集列表
| 第一季（2018年） |     |        |               |            |               |
| 1–5 | 1–5 | 不適用 | 道格·墨菲（Doug Murphy） | J·M·德马泰 | 2018年3月24日 |
| 约翰·康斯坦丁从梦中惊醒过来。梦境中，他听到了来自世界各地的低吟。当他清醒过来的时候，却发现自己正身处伦敦的公寓里，而自己的身边满是空酒瓶和烟蒂。约翰·康斯坦丁察觉到自己被自己体内恶魔的微小斗篷投影给包围了。这些投影攻击康斯坦丁，而康斯坦丁利用魔法将它们吸收到自己的潜意识里。康斯坦丁的老友查斯·钱德勒前来拜访他，但是他却有将近十年的时间没有见过查斯了。查斯请求康斯坦丁保护自己的女儿翠西（Trish），因为她突然昏倒并陷入到沉睡中。康斯坦丁认为这是恶魔作祟的缘故，而在给翠西用魔法检查的时候，康斯坦丁进一步发现了她的气场被玷污了。康斯坦丁召唤了噩梦护士（Nightmare Nurse），她也被称为“治愈者亚萨（Asa the Healer）”，希望她能帮忙确诊。但是亚萨表示她无法找到翠西的灵魂。但是在恶魔彻底接管翠西的身体之前，翠西通过与亚萨的沟通而给提供了一个地址。当康斯坦丁与查斯前往洛杉矶寻找翠西的灵魂时，查斯的妻子蕾妮·钱德勒（Renee Chandler）与亚萨留在翠西的身边。而就在这个时候，亚萨神奇地迫使蕾妮讲述了康斯坦丁不愿提及的发生在纽卡斯尔的故事。蕾妮透露，查斯和康斯坦丁从小就是好朋友，两人甚至在年轻的时候还组过乐队。当他们发现他们的导师亚历克斯·罗格（Alex Logue）试图通过献祭自己的女儿阿斯特拉（Astra）在纽卡斯尔夜总会地下制造一个黑魔法时，自幼学习神秘学的康斯坦丁则试图召唤一个真正的恶魔来拯救阿斯特拉。可是召唤出来的恶魔内尔伽勒不仅杀死了亚历克斯及其追随者，也杀死了夜总会里的所有生物，同时将康斯坦丁带到了地狱。醒过来的蕾妮不记得自己跟任何人透露过这些事了。而远在洛杉矶的康斯坦丁再次从低吟的梦中惊醒过来，他察觉到有人在干扰他的思想。查斯驾车将他们带到了那个地址，这是一栋豪宅，而一个模拟人类形态的猪管家走出来迎接他俩。进入豪宅后，康斯坦丁在恶魔贝鲁尔（Beroul）出现之前绊倒了一堆腐烂的尸体。这位恶魔表示，整个灵魂拯救计划只是他征服康斯坦丁并让他为自己服务的一个小步骤。贝鲁尔表示他打算建立属于自己的地狱分支，但是需要康斯坦丁协助他消灭那些和他竞争的恶魔们…… |     |        |               |            |               |

## 反响评论
IGN的杰西·夏代恩（Jesse Schedeen）对于《康斯坦丁：恶魔之城》的评分是“8.1/10”，并指出“（这个系列）以直接但轻松的戏剧冲突（为观众）构建了一个诡计多端的魔术师形象，同时也表明了麦特·莱恩无论是在真人电视剧还是动画剧中都适合康斯坦丁这个角色”。